# Eucelatoria rubentis
Eucelatoria rubentis är en tvåvingeart som först beskrevs av Daniel William Coquillett 1895.  Eucelatoria rubentis ingår i släktet Eucelatoria och familjen parasitflugor. Inga underarter finns listade i Catalogue of Life.